# Tattva (glazbeni sastav)
Tattva je glazbeni sastav osnovan 1997. godine u Osijeku. Do danas su im objavljena dva studijska albuma, a njihov bi se glazbeni stil mogao opisati kao funky rock s elementima etno i world glazbe.

## Povijest
U ožujku 1997. godine, grupa osječkih entuzijasta odlučila se okupiti pod imenom Tattva: "tattva" ili "tattwa" je sanskrtska riječ koja znači element, bit, načelo stvarnost ili istinu. Započeli su kao akustični sastav, a tadašnji su članovi bili Dejan Bogunović-Dex (vokal i flauta), Darko Šušovček-Šuš (bas-gitara), Igor Đorđević (udaraljke), Darko Velić-Wella (prvi gitarist koji je svirao do 2003.), Mladen Mamić-Đomlez (koji je do 2003. svirao udaraljke) te umjetnica, dizajnerica i slikarica Tihana Bogdanović-Hana (vokal) koja se, nakon višegodišnje stanke, sastavu ponovno pridružila 2008. godine. Potkraj 1997. sastavu se pridružuje Mladen Adinath Čarapović-Mr. Sox (bubnjevi) i od tada počinju svirati "na struju". Tijekom više od 18 godina u sastavu se promijenilo dosta članova. Zajedno se najduže održala postava: Dejan Bogunović-Dex (vokal i flauta), Mila Bauković (vokal), Darko Šušovček-Šuš (bas-gitara), Mladen Mamić-Đomlez (udaraljke), Mladen Adinath Čarapović-Mr.Sox (bubnjevi) i Darko Velić-Wella (gitara) i to od 1998. do 2003.
Održavali su koncerte diljem Slavonije te nastupali i u Zagrebu i Dalmaciji. Godine 2000. Tattva je snimila svoj prvi album, a 2001. i prvi video spot za pjesmu "Feel the Love". Od 2003. Tattva se počinje baviti zaštitom okoliša i popularno-znanstvenim programima te osnivaju nevladinu udrugu Projekt ujedinjene Tattve - PUT.
Nakon punih sedam godina snimanja zagrebačka diskografska kuća Suzy Records objavljuje im 2007. godine album Seven Years Ago. Zbog utjecaja duhovnih tekstova i indijske duhovne glazbe na većinu članova sastava, pjevaju na četiri jezika: hrvatskom, engleskom, sanskrtu i bengalskom jeziku, ali i u kombinaciji istih.
Članovi sastava do danas su nastupali u mnogim TV-emisijama, primjerice na HRT-u: "Hit-depo", "Briljanteen", "Zlatni gong", "Crno-bijelo u boji", "Nogometna TV"; na RTL-u: "Exkluziv"; a i na drugim televizijama: na STV-u u emisijama "Vodotop", "Pržionica", "Into Music"; na OSTV-u "City music"; na MTV-u "Domaća zadaća", "Music Non Stop" itd. Sudjelovali su na brojnim glazbenim događanjima: "U susret Oscarima" u zagrebačkom Saloonu, "Dani Porina u Osijeku", "UFO" - Urban fest Osijek, Osječko ljeto mladih, Stonsko ljeto (snimao HRT i prikazao kao posebnu emisiju "Stonsko ljeto"), Svjetsko prvenstvo u kuglanju u Osijeku, "Dani piva u Osijeku" te gostovali u brojnim klubovima diljem Hrvatske. Održali su i zajedničke koncerte s grupama Jinx, Cubismo, Opća opasnost i Leteći odred.
Godine 2008./2009. Tattva mijenja članove i počinje snimati drugi studijski album Danas je taj dan, s kojega za singl "Svako dijete zna" snima novi video spot. U veljači 2011. taj album objavljuje diskografska kuća Suzy Records. Grupa gostuje u radijskim i televizijskim emisijama ("Ritam tjedna", "Dobro jutro, Hrvatska" i "Osječka panorama" na HRT-u; "City music" na OSTV-u; "Into Music" na STV-u) te priprema koncerte i promovira novi album.
Godine 2015. sastavu se pridružuje gitarist Damir Karakaš. Iste godine u konačnoj postavi koju čine Tihana Bogdanović-Hana (glavni vokal), Darko Šušovček-Šuš (bas-gitara), Marko Olujić-Oluja (gitara), Damir Karakaš (gitara) i Mladen Adinath Čarapović-Mr.Sox (bubnjevi) potpisuju novi glazbeni ugovor sa zagrebačkom izdavačkom kućom Dallas Records. Pripremaju novi singl "Ritam nas ljulja".

## Diskografija
- 2007. – CD Seven Years Ago, Suzy Records
- 2011. – Danas je taj dan, Suzy Records

## Vanjske poveznice
1. Tattva – službene FB stranice
2. MTV Adria – Tattva   Arhivirana inačica izvorne stranice od 25. travnja 2015. (Wayback Machine)